# Strategi
Strategi (av grek. στρατηγία, strategi'a, strategs ämbete eller myndighet), är inom krigsvetenskapen och statsvetenskapen läran om hur olika maktinstrument kan användas för att uppnå politiska målsättningar. I överförd bemärkelse kan strategi avse övergripande metoder iför att uppnå vissa målsättningar under till del osäkra förhållanden även inom andra områden. En metod för att indela studier och utövande av krigföring utgår från begreppet krigföringens nivåer. I denna indelning utgör strategi den högsta krigföringsnivån, de andra två är den operationella nivån och den taktiska nivån.
I sin ursprungliga betydelse avser strategi läran om hur militärmakt nyttjas för att segra i en militär konflikt, i kontrast mot taktik som avser konsten att vinna ett slag. Den schweiziske militärteoretikern Antoine-Henri Jomini hävdade härvidlag att strategi är konsten att föra krig inom hela det militära operationsområdet. Med den preussiske militärteoretikern Carl von Clausewitz inträdde ett paradigmskifte där definitionen inte längre utgick från en praktisk nivå. Istället definierade Clausewitz strategi som "läran om stridens utnyttjande för att nå krigets syfte". Clausewitz menade vidare att kriget i sig ska ses som en politisk företeelse och att krigets syfte är att uppnå politiska målsättningar. Därmed att strategi behandlar hur militärmakt ska insättas för att uppnå politiska mål.
I modern diskurs har begreppet strategi breddats och avser inte endast användningen av militärmakt utan alla maktinstruments nyttjande för att uppnå politiska målsättningar. Detta har föranlett introduktionen av begreppet grand strategy som ibland på svenska benämns säkerhetsstrategi. Säkerhetsstrategi innefattar då en stats samtliga maktinstrument medan den rent militära delen av strategi betecknas militärstrategi.

## Centrala begrepp
Carl von Clausewitz hävdade att kriget ska ses som ett politiskt instrument och anförde i frågan att "kriget är blott en fortsättning på politiken med andra medel". Clausewitz framhåller vidare att de politiska målen måste förhålla sig till kriget som medel för att uppnå dessa och att dessa inte får komma i konflikt med varandra.  Strategi kan med utgångspunkt i detta förhållningssätt sägas kretsa kring begreppen mål, medel och metod.

## Definitioner
Strategi syftade förr på de planer som hela krigsmakten följer under ett krig, det som i dag kallas operationer.
Sedan 1800-talet har begreppet "strategi" breddats och syftar nu på de planer som hela samhället - det civila och det militära - följer i freds- och krigstid med yttre och inre säkerhet som mål, och läran om dessa planer. Strategi skiljer sig på så sätt från de övriga planeringsnivåerna: operationer, taktik och stridsteknik.
En vanlig definition av strategi kontra taktik är "taktik är konsten att vinna ett slag, strategi är konsten att vinna ett krig".
I dagens krigföring är gränsen mellan strategi-operationer-taktik ibland suddig. Militär verksamhet på taktisk nivå kan exempelvis få strategisk betydelse om den belyses mycket i media vilket kan svänga opinioners inställning till ett krig. 
Den klassiska strategins uppgift är 
- att sammansätta armén för kriget
- att välja utgångspunkt (operationsbas) och mål (operationsföremål) för krigsrörelserna
- att bereda krigsskådeplatsen, där det låter sig göra
- att samla armén eller, såsom det även kallas, verkställa den strategiska uppmarschen
- att leda rörelserna och att bestämma när och var striden skall föras
- att på rätt sätt använda de vunna segrarna eller begränsa följderna av nederlag

det vill säga
- att leda kriget.

Den militära strategin kan också indelas i
- direkt strategi
- indirekt strategi
- gerillakrigföring, vilken kan ses som ett specialfall av indirekt strategi

## Historia
Redan grekerna utvecklade strategin och sökte utgrunda dess lagar (Plutarchos, Arrianos m.fl.). Senare fortsatte romarna dessa studier (Onosandros m.fl.). Som vetenskap förföll strategin under folkvandringstiden, men återupplivades av Henry Humphrey Evans Lloyd(en) (1718–1783), som på ett klart sätt uppställde reglerna för sin tids krigföringssätt.
Benägenheten hos författarna och härförarna under senare delen av 1700-talet att se allt i smått ledde i förening med långsamheten i operationerna till att man sökte få strategins lagar beskrivna med bestämda matematiska formler och figurer, varvid den så kallade vinkelstrategin uppstod, som Napoleon I krossade med sina hastiga och avgörande rörelser.
Från den tiden har strategin strävat efter enkelhet, och dess huvuduppgift har alltmera blivit att finna den avgörande punkten och att där samla överlägsenhet för att angripa på effektivaste sätt.[källa behövs]

## Strategi i överförd bemärkelse
Begreppet strategi används i överförd bemärkelse också i andra sammanhang (än strategi som krigskonst). Man talar då om till exempel förhandlingsstrategi eller strategi för att utveckla företaget, organisationen etc. I många sammanhang används också begreppet för att beteckna olika former av planer, och organisationer har ofta strategidokument rörande utvecklingen av verksamheten som helhet eller i avgränsade delar. Strategi används också som beteckning inom ekologin på olika arters metoder för att klara sin överlevnad.
Inom managementforskningen är strategi eller affärsstrategi mycket viktiga begrepp. De grundläggande synsätten på strategi kan delas in i fyra perspektiv och rör alla villkoren för hur en organisation sätter mål, vilka målen är och processen för att nå dessa mål. De fyra perspektiven är det rationella (klassiska perspektivet), det fatalistiska (evolutionistiska perspektivet), det pragmatiska (processinriktade perspektivet) och det relativistiska (systemteoretiska perspektivet).
Det Klassiska perspektivet menar att "strategi uppfattas som en rationell process som rymmer överlagd beräkning och analys som i sin tur syftar till att maximera fördelar på lång sikt. Om man lägger sig vinn om att samla in tillräckligt med information och använder passande tekniker kan man se till att både omvärlden och organisationen blir flexibla och förutsägbara - utformade efter högsta ledningens noggrant utformade planering. Utifrån det klassiska perspektivet är en god planering det som krävs för att kunna styra inre och yttre miljö. Strategin är viktig genom att rationell analys och objektiva beslut är det som på lång sikt utgör skillnaden mellan framgång och misslyckande". Auktoriteter som är förknippade med det klassiska perspektivet är exempelvis Igor Ansoff och Michael Porter.
Inom den internationella forskningen är Michael Porter, Henry Mintzberg, Gary Hamel, C.K. Prahalad, Jay Barney och Sumantra Ghoshal mycket viktiga profiler. Den svenska strategiforskningen har traditionellt sett haft en relativt stark internationell status med forskare som Eric Rhenman, Richard Normann och Bengt Stymne och Leif Melin i spetsen. Den svenska strategiforskningen inkluderar idag bland andra Udo Zander och Patrick Regnér på Handelshögskolan i Stockholm, Flemming Norrgren och Tobias Fredberg på Chalmers tekniska högskola, Thomas Kalling vid Ekonomihögskolan i Lund samt nämnde Leif Melin på Internationella Handelshögskolan i Jönköping. 
IT-strategi är ett begrepp i affärsvärlden som växte sig stark under 1990-talet. 
Användningsområdet omfattar ICT/IKT-, e- och IS/IT-strategi vilket vanligtvis omfattar vision, policy och handlingsplan samt konkreta eller mätbara mål. 
På senare år används IT-strategi i organisationer också på ett bredare sätt t.ex. arbetet (med strategi) samverkar och tillämpas på flera nivåer. 
IT-strategi ska säkerställa och utveckla verksamhet som helhet eller avgränsad del av organisation som rör IS/IT: informations- och informationsteknologi.